# Rigoberto Rivas
Rigoberto Manuel „Bambino” Rivas Vindel (ur. 31 lipca 1998 w Balfate) – honduraski piłkarz z obywatelstwem włoskim występujący na pozycji skrzydłowego, reprezentant Hondurasu, od 2023 roku zawodnik tureckiego Hataysporu.